# Cipriano Nunes dos Santos
Cipriano Nunes dos Santos (Almada, 13 ottobre 1901 – 14 novembre 1964) è stato un calciatore portoghese, di ruolo portiere.

## Carriera
Ha rappresentato la Nazionale portoghese alle Olimpiadi del 1928.

## Palmarès

### Club

#### Competizioni nazionali
- Campeonato de Portugal: 1

1923